# Живково (Шуменська область)
Жи́вково (болг. Живково) — село в Шуменській області Болгарії. Входить до складу общини Хитрино.

## Населення
За даними перепису населення 2011 року у селі проживали 564 особи.
Національний склад населення села:
| Національність   | Кількість осіб | Відсоток |
| ---------------- | -------------- | -------- |
| турки            | 511            | 90,9%    |
| болгари          | 46             | 8,2%     |
| цигани           | 4              | 0,7%     |
| Всього відповіли | 562            |          |

Розподіл населення за віком у 2011 році:
Динаміка населення: